# Protolabis
Il protolabide (gen. Protolabis) è un mammifero artiodattilo estinto, appartenente ai camelidi. Visse tra il Miocene inferiore e il Miocene superiore (circa 20 - 8 milioni di anni fa) e i suoi resti fossili sono stati ritrovati in Nordamerica.

## Descrizione
Questo animale era piuttosto simile all'attuale guanaco, ma le dimensioni dovevano essere maggiori e le proporzioni corporee erano più robuste. Si suppone che le specie più grandi potessero arrivare alla mezza tonnellata di peso (una dimensione assai simile a quella degli attuali dromedari). 
Protolabis possedeva alcune caratteristiche primitive che richiamavano l'antico camelide Poebrotherium; conservava tre incisivi superiori, e solo il terzo era a forma di canino. Il quarto premolare superiore era un piccolo cono appuntito e appiattito. I molari superiori possedevano una corona più alta di quella di Poebrotherium, ma possedevano ancora radici allungate. Il collo era più corto rispetto a quello dei lama attuali; le zampe erano relativamente corte rispetto agli attuali camelidi, e il piede era un po' più lungo e gracile rispetto alla mano. I metapodi erano ancora completamente separati. 

## Classificazione
Il genere Protolabis è stato istituito da Edward Drinker Cope nel 1876, per accogliere la specie Procamelus heterodontus descritta dallo stesso Cope un paio di anni prima, sulla base di resti fossili ritrovati in Colorado in terreni del Miocene medio. Altre specie attribuite a questo genere sono P. saxeus della fine del Miocene inferiore, P. barstowensis, P. coarctatus, P. inaequidens, P. gracilis del Miocene medio, e P. yavapaiensis del Miocene superiore. I fossili di Protolabis sono stati rinvenuti in gran parte degli Stati Uniti occidentali e centrali, ma anche in Messico e in Honduras.
Protolabis è un rappresentante arcaico della sottofamiglia Camelinae, comprendente i camelidi odierni. Protolabis è ritenuto ancestrale a forme più derivate come Procamelus (probabile antenato di cammelli e dromedari) e Hemiauchenia (ritenuto un possibile antenato di lama, guanaco e vigogna). Protolabis è ascritto a una tribù a sé stante (Protolabidinae), comprendente anche Tanymykter e Michenia.